# Шанер
 Шанер  — деревня в Советском районе Республики Марий Эл. Входит в состав Верх-Ушнурского сельского поселения.

## Географическое положение
Находится в центральной части республики Марий Эл на расстоянии приблизительно 16 км по прямой на север-северо-восток от районного центра посёлка Советский.

## История
В 1905 году в деревне в 43 дворах проживали 100 мужчин и 109 женщин. В 1908 году была построена Успенская церковь (закрыта, в 1996 году сгорела во время пожара). В советское время работал колхоз «Красный Октябрь».

## Население
Население составляло 62 человека (мари 100 %) в 2002 году, 66 в 2010.